# Sergio Bica
Sergio Esteban Bica (Tacuarembó, Uruguay, 13 de junio de 1983) es un exfutbolista uruguayo nacionalizado portugués. Jugaba de defensa en el Tacuarembó, de la Segunda División Profesional de Uruguay.

## Clubes
| Club        | País     | Año         |
| ----------- | -------- | ----------- |
| Tacuarembó  | Uruguay  | 2001 - 2008 |
| Juventud    | Uruguay  | 2009        |
| River Plate | Uruguay  | 2009 - 2010 |
| Real España | Honduras | 2010 - 2012 |
| River Plate | Uruguay  | 2013        |
| Marathón    | Honduras | 2014        |
| Liverpool   | Uruguay  | 2014 - 2015 |
| Tacuarembó  | Uruguay  | 2015 - 2016 |
| Vida        | Honduras | 2017        |
| Tacuarembó  | Uruguay  | 2018 - 2020 |

## Palmarés

### Campeonatos nacionales
| Título          | Club        | País     | Año  |
| --------------- | ----------- | -------- | ---- |
| Torneo Apertura | Real España | Honduras | 2010 |